# Focke-Achgelis Fa 269

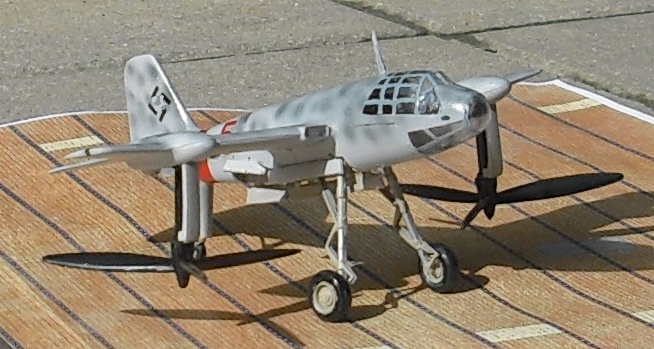
Модель Focke-Achgelis Fa 269. Пропелери у положенні вертикального старту

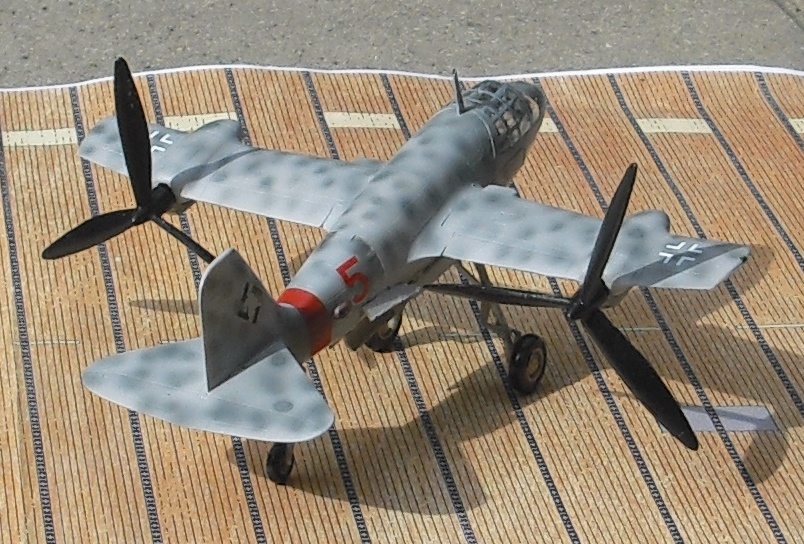
Модель Focke-Achgelis Fa 269. Пропелери у положенні горизонтального лету

Focke-Achgelis Fa 269 проєкт початку 1940-х років конвертоплана німецької компанії Focke-Achgelis, яка єдина у Третьому райху мала досвід проєктування гвинтокрилів. Була виконана повномасштабна модель.

## Історія
На замовлення міністерства авіації 1941 в умовах надзвичайної секретності почали розробляти проєкт Fa 269. Він повинен був поєднувати новаторський вертикальний зліт гелікоптера і швидкість, дальність літака. Призначався для локальної оборони з розміщенням неподалік об'єкту захисту і не вимагав розвинутої системи злітно-посадкових смуг, які легко пошкодити бомбардуванням. Завершити цей інноваційний проєкт планували впродовж 5 років. На 1943 виконали етап проєктування і розпочали будівництво прототипу. Повномасштабна модель призначалась для перевірки у аеродинамічній трубі. Ситуація на фронті, втрати Люфтваффе вимагали виготовлення традиційних винищувачів, а 1944 стало зрозумілим, що будівництво літаків може розпочатись не раніше 1947, тому проєкт зупинили. Документація і макет були знищені в час бомбардування закладу.

### Конструкція
Fa 269 був одномісним середньопланом мішаної конструкції. Радіальний двигун BMW 801 з верхнім розміщенням радіаторів розміщувався по центру корпусу позаду кабіни пілота. За допомогою валів приводились у рух 2 трилопатеві пропелери, розміщені на кінці гондол, які у свою чергу знаходились на віддалі від корпусу близько 2/3 довжини крила. Гондоли мали можливість обертання на 85°. Під час старту повітряні гвинти розміщувались внизу відносно крила і під час польоту розвертались позаду крила у звичне положення для гвинтових літаків. Прямокутні крила мали невеликий ухил. Біля корпусу в них розміщувались повітрязабірники. Для забезпечення роботи гвинтів при старті шасі мали довгі стояки. Спереду літака під кабіною пілота мали встановити 2×30-мм кулемета MK 108.

## Технічні параметри Focke-Achgelis Fa 269
| Параметр              | Значення                                                                      |
| --------------------- | ----------------------------------------------------------------------------- |
| Екіпаж                | 1                                                                             |
| Довжина               | 8,93 м                                                                        |
| Розмах крил           | 10,00 м                                                                       |
| Діаметр пропелерів    | > 4 м                                                                         |
| Висота                | 3,23 м                                                                        |
| Максимальна швидкість | 570 км/год                                                                    |
| Мотор                 | 1×BMW 801 (Gersdorff/Knobling, стор. 48 waren встановили 2×DB 601 або DB 605) |
| Потужність            | 1600 к.с. (1177 кВт)                                                          |
| Озброєння             | 2×30-mm-кулемети MK 108-                                                      |